# Casamento entre pessoas do mesmo sexo na Venezuela

Reconhecimento por país:
Casamento entre pessoas do mesmo sexo
União Civil
Sem reconhecimento
Proíbe algumas/todas as uniões homossexuais
Homossexualidade ilegal

Na Venezuela, não existe, no momento, nenhuma lei que reconheça as uniões para as parcerias homossexuais, como o casamento entre pessoas do mesmo sexo ou a união civil. A constituição venezuelana somente considera o casamento entre um homem e uma mulher válido. Na embaixada do Reino Unido na Venezuela, reconheceram uma união civil entre um cidadão britânico e um venezuelano.